# Furikake
Furikake (振り掛け / ふりかけ) é um condimento seco da culinária do Japão que deve ser colocado em cima do arroz. Ele consiste, tipicamente, de uma mistura de peixes secos e moídos, sementes de gergelim, algas picadas, açúcar, sal e glutamato monossódico. Outros ingredientes saborosos como o katsuobushi (às vezes indicado no pacote como bonito), ou okaka (flocos de bonito molhados com shoyu e secados novamente), salmão, shiso, ovos, miso em pó, vegetais etc são frequentemente adicionados à mistura.

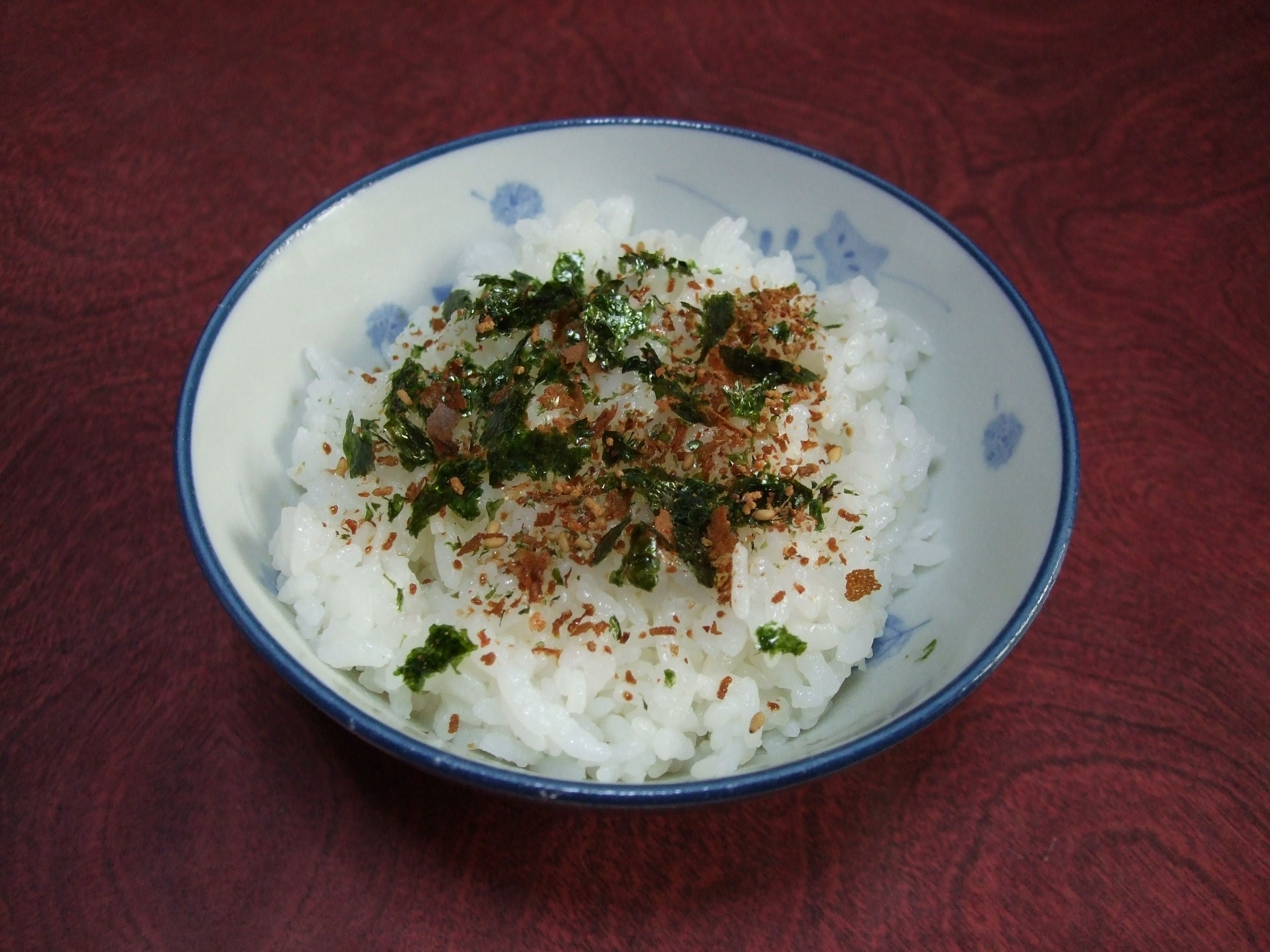
Furikake salpicado no arroz

O furikake normalmente é colorido e brilhante. Ele pode ter um leve sabor de peixe ou frutos do mar e às vezes é apimentado. Ele pode ser usado na culinária japonesa para fazer conserva de alimentos para onigiri, ou bolinhos de arroz.
Fora do Japão, o furikake pode ser encontrado na maioria das mercerias orientais e na seção de comidas asiáticas de alguns grandes supermercados.